# Tatiana de Roma
Santa Tatiana o Tania fue una mártir cristiana del siglo III en Roma durante el reinado del emperador Alejandro Severo. Fue una diaconisa de la iglesia naciente.
De acuerdo a la leyenda, fue hija de un servidor público romano quien era secretamente cristiano, educó a su hija en la fe y llegó a ser diaconisa de la iglesia. Esto era peligroso y, un día, el jurista Ulpiano capturó a Tatiana y le forzó a rendir sacrificios a Apolo. Tatiana oró y milagrosamente, un terremoto destruyó la estatua de Apolo y una parte del templo pagano.
Tatiana fue vendada en los ojos y golpeada durante dos días, antes de ser llevada al circo y ser lanzada en medio de una jaula con un león hambriento. Pero el león no la tocó y se echó a sus pies. Esto enfureció al jurista y resultó en una sentencia de muerte. Después de ser torturada, Tatiana fue decapitada con una espada el 12 de enerojul./ 25 de enerogreg., alrededor del 225 o 230 d. C.